# Renault R.S.17
De Renault R.S.17 is een Formule 1-auto die gebruikt wordt door het Renault F1 Team in het seizoen 2017.

## Onthulling
De auto werd op 21 februari 2017 onthuld in Londen, Engeland, in een presentatie die ook gestreamd werd via internet. De auto wordt bestuurd door Jolyon Palmer, die zijn tweede seizoen bij het team ingaat, en de van Force India overgekomen Nico Hülkenberg, die dient als de vervanger van de naar Haas vertrokken Kevin Magnussen. Na de Grand Prix van Japan nam Carlos Sainz jr., die voorheen voor Toro Rosso reed, de plaats over van Palmer. Sergej Sirotkin is de reservecoureur van het team.

## Resultaten
| Kleur  | Resultaat                              |
| ------ | -------------------------------------- |
| Goud   | Winnaar                                |
| Zilver | Tweede plaats                          |
| Brons  | Derde plaats                           |
| Groen  | Gefinisht (punten behaald)             |
| Blauw  | Gefinisht (geen punten behaald)        |
| Blauw  | Niet geklasseerd (NC)                  |
| Paars  | Uitgevallen (DNF)                      |
| Rood   | Niet gekwalificeerd (DNQ)              |
| Zwart  | Gediskwalificeerd (DSQ)                |
| Wit    | Niet gestart (DNS)                     |
| Blanco | Gewond (INJ)                           |
| Blanco | Uitgesloten (EX)                       |
| Blanco | Teruggetrokken (WD) / Niet deelgenomen |
| P      | Poleposition                           |
| S      | Snelste ronde                          |

| Jaar | Chassis        | Motor          | Banden | Coureurs         | 1   | 2   | 3   | 4   | 5   | 6   | 7   | 8   | 9   | 10  | 11  | 12  | 13  | 14  | 15  | 16  | 17  | 18  | 19  | 20  | Punten | WK-plaats |
| ---- | -------------- | -------------- | ------ | ---------------- | --- | --- | --- | --- | --- | --- | --- | --- | --- | --- | --- | --- | --- | --- | --- | --- | --- | --- | --- | --- | ------ | --------- |
| 2017 | Renault R.S.17 | Renault R.E.17 | P      |                  | AUS | CHN | BHR | RUS | SPA | MON | CAN | AZE | OOS | GBR | HON | BEL | ITA | SIN | MAL | JPN | VST | MEX | BRA | ABU | 57     | 6         |
| 2017 | Renault R.S.17 | Renault R.E.17 | P      | Nico Hülkenberg  | 11  | 12  | 9   | 8   | 6   | DNF | 8   | DNF | 13  | 6   | DNF | 6   | 13  | DNF | 16  | DNF | DNF | DNF | 10  | 6   | 57     | 6         |
| 2017 | Renault R.S.17 | Renault R.E.17 | P      | Jolyon Palmer    | DNF | 13  | 13  | DNF | 15  | 11  | 11  | DNF | 11  | DNS | 12  | 13  | DNF | 6   | 15  | 12  |     |     |     |     | 57     | 6         |
| 2017 | Renault R.S.17 | Renault R.E.17 | P      | Carlos Sainz jr. |     |     |     |     |     |     |     |     |     |     |     |     |     |     |     |     | 7   | DNF | 11  | DNF | 57     | 6         |
| Jaar | Chassis        | Motor          | Banden | Coureurs         | 1   | 2   | 3   | 4   | 5   | 6   | 7   | 8   | 9   | 10  | 11  | 12  | 13  | 14  | 15  | 16  | 17  | 18  | 19  | 20  | Punten | WK-plaats |

Ferrari SF70H ·
Force India VJM10 ·
Haas VF-17 ·
McLaren MCL32 ·
Mercedes F1 W08 EQ Power+ ·
Red Bull RB13 ·
Renault R.S.17 ·
Sauber C36 ·
Toro Rosso STR12 ·
Williams FW40